# Edward Kessler
Edward Kessler (Londra, 3 maggio 1963) è un filosofo, teologo e educatore britannico.
Cofondatore dell'istituto accademico "The Woolf Institute" di Cambridge, è un filosofo e pensatore interconfessionale, che cura le relazioni contemporanee tra Ebraismo, Cristianesimo e Islam. È un Fellow di St Edmund's College, uno dei collegi costituenti l'Università di Cambridge. Nel 2011 gli è stato conferita l'onorificenza britannica Member of (the Order of) the British Empire - membro dell'Ordine dell'Impero Britannico, per servizi resi alle relazioni ecumeniche ed interconfessionali

## Opere
- 1989 - An English Jew: The Life and Writings of Claude Montefiore, Londra: Vallentine Mitchell, (II ed. 2002)
- 2002 - Jews and Christians in Conversation: crossing cultures and generations, curatori, E. Kessler, JT Pawlikowski & J Banki, Cambridge: Orchard Academic
- 2004 - A Reader of Liberal Judaism: Israel Abrahams, Claude Montefiore, Israel Mattuck & Lily Montagu, Londra: Vallentine Mitchell
- 2004 - Aspects of Liberal Judaism: Essays in Honour of John D Rayner on the occasion of his 80th Birthday, cur., E. Kessler and D.J.Goldberg, Londra: Vallentine Mitchell
- 2004 - Bound by the Bible: Jews, Christians and the Sacrifice of Isaac, Cambridge: Cambridge University Press
- 2004 - Themes in Jewish-Christian Relations, cur., E. Kessler & M.J. Wright, Cambridge: Orchard Academic
- 2005 - A Dictionary of Jewish-Christian Relations, cur., E, Kessler & N. Wenborn, Cambridge: Cambridge University Press
- 2006 - Challenges in Jewish-Christian Relations, cur., J. Aitken & E. Kessler, New York: Paulist Press
- 2006 - What do Jews Believe? Londra & New York: Granta Publications
- 2010 - Introduction to Jewish-Christian Relations, Cambridge: Cambridge University Press